# 1975-ös Tour de France
Az 1975-ös Tour de France volt a 62. Tour de France, amit 1975. június 26-a és július 20-a között rendeztek meg. Összesen 22 szakasz volt 3999 km-en keresztül, amit átlagosan 34.899 km/h sebességgel tettek meg a versenyzők. Eddy Merckx megpróbálta megnyerni a hatodik Tour-ját, de erőszak áldozata lett. Sok francia dühös lett, mert egy belgiumi versenyző megdöntötte a francia Jacques Anquetil által felállított rekordokat. A 14. szakasznál a közönség soraiból kilépett az egyik szurkoló és vesén ütötte Merckx kerekest.

## Végeredmény
|    | Versenyző            | Csapat             | Idő             |
| -- | -------------------- | ------------------ | --------------- |
| 1  | Bernard Thévenet     | Peugeot            | 114 óra 35' 31" |
| 2  | Eddy Merckx          | Molteni            | 2' 47"          |
| 3  | Lucien Van Impe      | Gitane-Campagnolo  | 5' 01"          |
| 4  | Joop Zoetemelk       | Gan-Mercier        | 6' 42"          |
| 5  | Vicente Lopez-Carril | Kas                | 19' 29"         |
| 6  | Felice Gimondi       | Bianchi-Campagnolo | 23' 05"         |
| 7  | Francesco Moser      | Filotex            | 24' 13"         |
| 8  | Josef Fuchs          | Filotex            | 25' 51"         |
| 9  | Edouard Janssens     | Molteni            | 32' 01"         |
| 10 | Pedro Torres         | Super Ser          | 35' 36"         |

## Szakasz eredmények
| Szakasz | Útvonal                               | Táv (km) | Győztes               | Sárga trikós     |
| ------- | ------------------------------------- | -------- | --------------------- | ---------------- |
| P       | Charleroi - Charleroi                 | 6*       | Francesco Moser       | Francesco Moser  |
| 1A      | Charleroi - Molenbeek                 | 94       | Cees Priem            | Francesco Moser  |
| 1B      | Molenbeek - Roubaix                   | 109      | Rik Van Linden        | Francesco Moser  |
| 2       | Roubaix - Amiens                      | 121      | Ronald de Witte       | Francesco Moser  |
| 3       | Amiens - Versailles                   | 170      | Karel Rottiers        | Francesco Moser  |
| 4       | Versailles - Le Mans                  | 223      | Jacques Esclassan     | Francesco Moser  |
| 5       | Sablé-sur-Sarthe - Merlin Plage       | 222      | Theo Smit             | Francesco Moser  |
| 6       | Merlin Plage - Merlin Plage           | 16*      | Eddy Merckx           | Eddy Merckx      |
| 7       | Saint-Gilles-Croix-de-Vie - Angoulême | 236      | Francesco Moser       | Eddy Merckx      |
| 8       | Angoulême - Bordeaux                  | 134      | Barry Hoban           | Eddy Merckx      |
| 9A      | Langon - Fleurance                    | 131      | Theo Smit             | Eddy Merckx      |
| 9B      | Fleurance - Auch                      | 37*      | Eddy Merckx           | Eddy Merckx      |
| 10      | Auch - Pau                            | 206      | Felice Gimondi        | Eddy Merckx      |
| 11      | Pau - Saint-Lary-Soulan               | 160      | Joop Zoetemelk        | Eddy Merckx      |
| 12      | Tarbes - Albi                         | 242      | Gerrie Knetemann      | Eddy Merckx      |
| 13      | Albi - Super-Lioran                   | 260      | Michel Pollentier     | Eddy Merckx      |
| 14      | Aurillac - Puy de Dôme                | 174      | Lucien Van Impe       | Eddy Merckx      |
| 15      | Nizza - Pra Loup                      | 217      | Bernard Thévenet      | Bernard Thévenet |
| 16      | Barcelonnette - Serre Chevalier       | 107      | Bernard Thévenet      | Bernard Thévenet |
| 17      | Valloire - Morzine Avoriaz            | 225      | Vicente Lopez-Carril  | Bernard Thévenet |
| 18      | Morzine - Chatel                      | 40*      | Lucien Van Impe       | Bernard Thévenet |
| 19      | Thonon-les-Bains - Chalon-sur-Saône   | 229      | Rik Van Linden        | Bernard Thévenet |
| 20      | Pouilly-en-Auxois - Melun             | 256      | Giacinto Santambrogio | Bernard Thévenet |
| 21      | Melun - Senlis                        | 220      | Rik Van Linden        | Bernard Thévenet |
| 22      | Párizs - Párizs                       | 164      | Walter Godefroot      | Bernard Thévenet |

A * jelölt szakaszok egyéni időfutamok voltak.